# Ferdinando Adornato
Ferdinando Adornato (ur. 11 maja 1954 w Polistenie) – włoski dziennikarz, publicysta i polityk, długoletni deputowany, założyciel i prezes Fondazione 'Liberal'.

## Życiorys
Absolwent filozofii, zawodowo zajął się dziennikarstwem. Dołączył do Włoskiej Partii Komunistycznej, był redaktorem pisma „La Città Futura” związanego z komunistyczną młodzieżówką FGCI. Później był dziennikarzem w dzienniku „l'Unità”. Po rozpadzie PCI działał w Demokratycznej Partii Lewicy, następnie współtworzył Sojusz Demokratyczny. Po raz pierwszy mandat posła sprawował w Izbie Deputowanych XII kadencji (1994–1996).
Z pozycji lewicowych przeszedł w połowie lat 90. na pozycje liberalne. Zakładał i redagował różne periodyki liberalne. Opublikował kilka pozycji książkowych: Oltre la sinistra (1991), La rivoluzione delle coscienze (1997), La nuova strada (2003), Fede e libertà. Dialoghi sullo spirito del tempo (2007).
W 1996 dołączył do Forza Italia Silvia Berlusconiego, w 2008 przeszedł do Unii Chrześcijańskich Demokratów i Centrum. W 2001 powrócił do niższej izby włoskiego parlamentu XIV kadencji, uzyskiwał następnie reelekcje na kadencje XV (2006), XVI (2008) i XVII (2013).